# Al-Chaur (město)
Al-Chaur (arabsky: الخور‎) je pobřežní město v severním Kataru, které se nachází 50 km severně od hlavního města Dauhá. Je považováno za jedno z největších katarských měst a je hlavním městem správní oblasti Al-Chaur. Název města znamená v arabštině potok; toto jméno dostalo proto, že původní osada byla postavena na potoce.
V Al-Chauru žije mnoho zaměstnanců ropného průmyslu díky blízkosti severních katarských ropných a plynových polí a průmyslového města Ras Laffan.
V roce 2022 se zde konaly zápasy mistrovství světa ve fotbale v Kataru, a to na stadionu Bajt.